# Tunnel van Durnal
De tunnel van Durnal is een spoortunnel in Durnal, een deelgemeente van Yvoir. De tunnel heeft een lengte van 314 meter. De enkelsporige spoorlijn 128 gaat door deze tunnel.
De tunnel van Purnode, de tunnel van Lèche en de tunnel van Durnal liggen in rechte lijn achter elkaar. De Bocq kronkelt zich onder de spoorlijn door.